# Ibrido capra-pecora

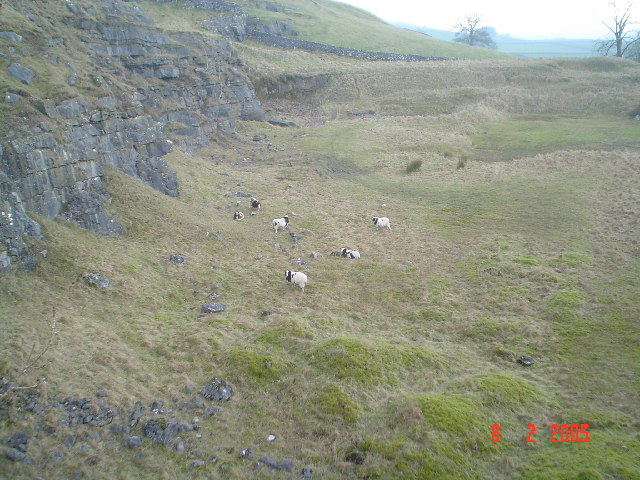
Cava con ibridi capra-pecora

Un ibrido capra-pecora (en: geep; nl: gaap, scheit; de: schiege; fr: chabin, mouchèvre, musmon) è la prole ibrida di una capra e di una pecora.

## Descrizione
Questo animale ha un grosso cappotto di lana e il corpo pesante della pecora e le gambe lunghe di una capra. Tutte le altre caratteristiche sono intermedie tra le due specie.

## Riproduzione
Le capre appartengono al genere Capra e dispongono di 60 cromosomi, mentre le pecore appartengono al genere Ovis e ne hanno 54. La prole di una pecora e di una capra generalmente muore prima di raggiungere l'età adulta. Nonostante l'ampia condivisione di pascoli tra capre e pecore, gli ibridi nascono di rado, il che indica la distanza genetica tra le due specie. Non devono essere confusi con la chimera capra-pecora, che non rappresenta un ibrido ma una chimera.